# Queensland Motorways
Queensland Motorways ist ein Verkehrsunternehmen in Brisbane, Australien. Das Unternehmen hat einen Franchisevertrag mit der Regierung von Queensland, der es auf 40 Jahre für Mautstraßen rund um Brisbane verantwortlich macht. Queensland Motorways ist zuständig für die Instandhaltung, den Ausbau und Betrieb des Gateway Motorway und Logan Motorway.